# Giovanni Pietro Maffei

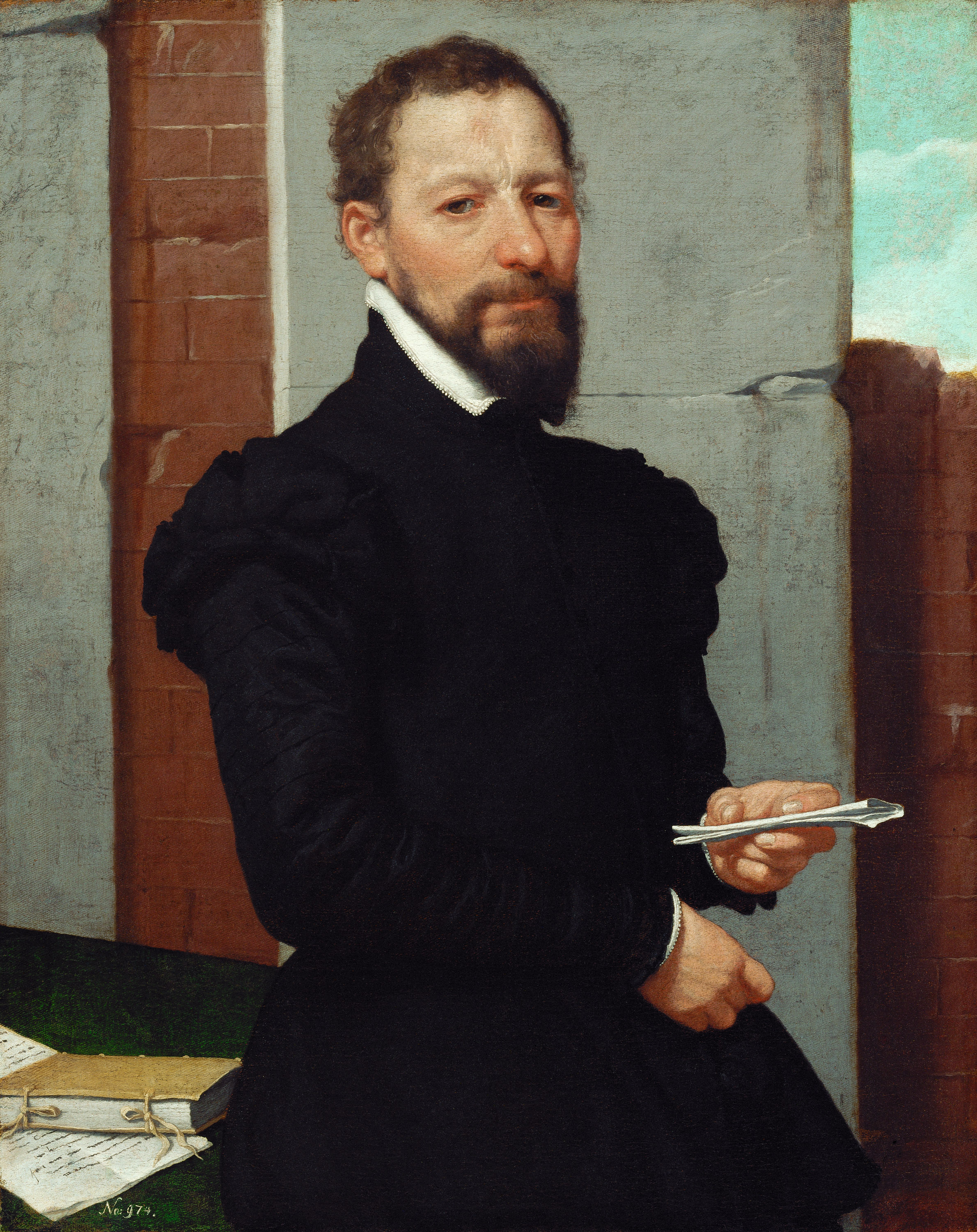
Porträtt, utfört av Giovanni Battista Moroni

Giovanni Pietro Maffei, född 1533 i Bergamo, död 1603 i Tivoli, Lazio, var en italiensk historieskrivare och jesuit.
Maffei författade på latin en biografi över Jesuitordens grundare Ignatius av Loyola (De vita et moribus B. P. Ignatii Loiolae, qui societatem Jesu fundavit (1585)). 